# Água saborizada
Água saborizada ou flavorizada é a água mineral comum acrescida de sabor característico de frutas, normalmente limão, tangerina, abacaxi, acerola, pera, maçã e uva. Apesar de, no Brasil, a água saborizada ser definida pela ANVISA como refrigerante. A água saborizada é composta apenas por água comum e sais minerais, conservantes, com leve adição de aromatizante de frutas e adoçante (normalmente a sacarina). Também pode haver a adição de gás carbônico à água, mas em quantidades muito menores que nos refrigerantes. Por isso, a água saborizada é considerada uma alternativa saudável aos refrigerantes, sendo muito apreciada entre esportistas e adeptos de um estilo e vida mais saudável [carece de fontes?].

## Mercado
O mercado mundial de água sofreu uma ascensão em 2004, com a entrada das águas saborizadas. Na Argentina, elas já correspondem a 25% de toda água envasada e, naega a 30%.  Assim, as águas saborizadas se tornaram fortes concorrentes da indústria de refrigerantes, levando grandes empresas como The Coca-Cola Company, PepsiCo e AmBev à produzir suas próprias versões de água saborizada.

### No Brasil
O Brasil, desde o ano de 2006, convive com a expansão das indústrias de água com sabor e hoje conta com várias marcas delas no mercado. A entrada das águas saborizadas no mercado brasileiro se deu em setembro de 2006, com o lançamento da H2OH!, depois disto surgiram a Aquarius Fresh, e recentemente a Guarah, da AmBev. A Bonafont entrou no mercado com a marca Levisse, sem gás, e assume melhor a proposta de água saborizada caseira.
Além de conservantes, as águas saborizadas também contém adição de edulcorantes artificiais e acidulantes.